# رسلان بلاتون
رسلان بلاتون (بالأوكرانية: Платон Руслан Сергійович)‏ هو لاعب كرة قدم أوكراني، ولد في 12 يناير 1982 في Sniachiv ‏ في أوكرانيا. لعب مع ميتالوره زابورجيا ونادي تافريا سيمفروبول ونادي كارباتي لفيف.

## وصلات خارجية
- رسلان بلاتون على موقع اتحاد أوكرانيا (الإنجليزية)
- رسلان بلاتون على موقع قاعدة بيانات كرة القدم.إي يو (الإنجليزية)
- رسلان بلاتون على موقع Soccerway.com (الإنجليزية)